# Žihovo selo
Žihovo selo este o localitate din comuna Novo mesto, Slovenia, cu o populație de 33 de locuitori.